# Інокентій (Шестопаль)
Єпископ Інокентій (справжнє ім'я Василь Никифорович Шестопаль; 8 січня 1945, Горлівка — 18 грудня 2022) — архієрей Московської патріархії з титулом «Конотопський». Громадянин Російської Федерації.

## Життєпис
Народився 8 січня 1945 року у Горлівці Сталінської області в родині робітника. Після семирічної школи з 1959 по 1961 рік навчався в професійно-технічному училищі, одержав спеціальність столяра.
1962 року закінчив 10 класів у школі робочої молоді.
З 1964 по 1967 рік проходив військову службу в лавах армії.

## В Росії
Після демобілізації, 1968 року, поїхав до Росії та вступив до Московської духовної семінарії, а 1972-го — до Московської духовної академії. Працював референтом у Відділі зовнішніх церковних зносин Московського Патріархату.
Закінчив академію в 1976 році з ученим ступенем кандидата богословських наук за роботу: «Олександрійська богословська школа».
З 1976 по 1977 рік навчався в аспірантурі при МДА.

## Повернення до України
21 жовтня 1977 року призначений викладачем Одеської духовної семінарії РПЦ МП і секретарем Правління.
21 листопада 1977 року майбутній владика прийняв сан диякона, а 4 грудня — сан священика.
25 березня 1979 року ієрей Василій прийняв чернечий постриг з ім'ям святителя Інокентія (Веніамінова), митрополита Московського.
23 березня 1980 року монах Інокентій був возведений у сан ігумена.
5 жовтня 1994 року відбулася хіротонія в єпископа Тульчинського і Брацлавського УПЦ МП.
30 травня 1999 року преосвященного Інокентія було призначено на Конотопську кафедру.
На спочинку з 8 травня 2008. Місцем перебування визначено Святогірську лавру.